# Paul Allen
Paul Allen (Seattle, Washington, 1953. január 21. – Seattle, 2018. október 15.) amerikai informatikus, üzletember, Bill Gatessel együtt a Microsoft alapítója volt. A Seattle Seahawks és a Portland Trail Blazers tulajdonosa volt. A Forbes magazin forrása alapján, 2000-től 2006-ig egyike volt a világ tíz leggazdagabb emberének 22 milliárd dolláros vagyona alapján. 2013 márciusára vagyona 15 milliárd dollárra csökkent, ezzel a világ leggazdagabb embereinek a listáján az 53. helyre csúszott vissza.

## Magyarul megjelent művei
- Az ötletember. A Microsoft társalapítójának visszaemlékezései; ford. Somogyi Ágnes; HVG Könyvek, Bp., 2012